# John Paulsen (volleyballspiller)
 For alternative betydninger, se John Paulsen. (Se også artikler, som begynder med John Paulsen)
John Paulsen (født 22. maj 1951 i København, Danmark) er en tidligere dansk-canadisk volleyballspiller.
John Paulsen blev født i Danmark men voksede op i Manitoba i Canada. Han var med på Canadas OL-hold ved deres OL i Montreal 1976. Han spillede under otte år (1971-1978) på det canadiske landshold og var under tre år på University of Winnipegs hold. 